# Roger Crozier Saving Grace Award
A Roger Crozier Saving Grace Award vagy MBNA/Mastercard Roger Crozier Saving Grace Award egy egyéni díj a National Hockey League-ben, melyet kapusok kaphatnak meg. Az a kapus kapja, aki legalább 25 mérkőzésen lépett jégre a szezonban és a legjobb a védési százaléka. Ezt a díjat először az 1999–2000-es szezon során adták át és 2006–2007-es szezon után megszüntették.

## Története
A díjat Roger Crozier emlékére alapították, aki a Detroit Red Wings és a Buffalo Sabres Calder-emlékkupa és Conn Smythe-trófea nyertes kapusa volt. A trófea győztese kap 25000 dollárt, amit jótékony célra kell költenie.

## A győztesek
| Szezon    | Játékos                          | sCsapat                          | Védési %                         | #                                |
| --------- | -------------------------------- | -------------------------------- | -------------------------------- | -------------------------------- |
| 2006–2007 | Niklas Bäckström                 | Minnesota Wild                   | .929                             | 1                                |
| 2005–2006 | Cristobal Huet                   | Montréal Canadiens               | .929                             | 1                                |
| 2004–2005 | A lockout miatt nem volt győztes | A lockout miatt nem volt győztes | A lockout miatt nem volt győztes | A lockout miatt nem volt győztes |
| 2003–2004 | Dwayne Roloson                   | Minnesota Wild                   | .933                             | 1                                |
| 2002–2003 | Marty Turco                      | Dallas Stars                     | .932                             | 2                                |
| 2001–2002 | José Théodore                    | Montréal Canadiens               | .931                             | 1                                |
| 2000–2001 | Marty Turco                      | Dallas Stars                     | .925                             | 1                                |
| 1999–2000 | Ed Belfour                       | Dallas Stars                     | .919                             | 1                                |